# Mistrzostwa Polski Seniorów w Lekkoatletyce 2021
97. Mistrzostwa Polski Seniorów w Lekkoatletyce – zawody lekkoatletyczne, które odbyły się w dniach 24-26 czerwca 2021 na Stadionie Olimpii w Poznaniu. Ich organizatora, Zarząd Polskiego Związku Lekkiej Atletyki wybrał we wrześniu 2020 r.

## Rezultaty
| NR – rekord Polski \| CR – rekord mistrzostw Polski \| NUR – rekord Polski młodzieżowców (do lat 23) \| SB – najlepszy wynik w sezonie |
| NL – najlepszy tegoroczny wynik na polskich listach \| PB – rekord życiowy                                                             |

### Mężczyźni
| Konkurencja:                  | 1. miejsce                                                                                    | Rezultat | 2. miejsce                                                                     | Rezultat | 3. miejsce                                                                                   | Rezultat |
| Bieg na 100 m                 | Dominik Kopeć KS Agros Zamość                                                                 | 10,31    | Przemysław Słowikowski AZS-AWF Katowice                                        | 10,32    | Mateusz Siuda OŚ AZS Poznań                                                                  | 10,39    |
| Bieg na 200 m                 | Adrian Brzeziński MKL Toruń                                                                   | 20,99    | Oliwer Wdowik CWKS Resovia Rzeszów                                             | 21,05    | Łukasz Żok ALKS AJP Gorzów Wlkp.                                                             | 21,07    |
| Bieg na 400 m                 | Kajetan Duszyński AZS Łódź                                                                    | 45,96    | Mateusz Rzeźniczak RKS Łódź                                                    | 46,10    | Karol Zalewski AZS-AWF Katowice                                                              | 46,12    |
| Bieg na 800 m                 | Patryk Dobek MKL Szczecin                                                                     | 1:48,21  | Mateusz Borkowski RKS Łódź                                                     | 1:49,10  | Patryk Sieradzki CWZS Zawisza Bydgoszcz                                                      | 1:49,43  |
| Bieg na 1500 m                | Marcin Lewandowski AZS UMCS Lublin                                                            | 3:49,39  | Michał Rozmys UKS Barnim Goleniów                                              | 3:49,60  | Andrzej Kowalczyk ULKS Fajfer 2001 Łapanów                                                   | 3:50,96  |
| Bieg na 5000 m                | Aleksander Wiącek OKS Start Otwock                                                            | 14:05,20 | Patryk Kozłowski RLTL Optima Radom                                             | 14:12,16 | Artur Olejarz MKL Szczecin                                                                   | 14:16,50 |
| Bieg na 3000 m z przeszkodami | Mikołaj Czeronek WKS Śląsk Wrocław                                                            | 8:53,49  | Michał Zieleń ULKS Technik Trzcinica                                           | 8:56,36  | Mateusz Kaczor RLTL Optima Radom                                                             | 8:58,50  |
| Bieg na 110 m przez płotki    | Damian Czykier KS Podlasie Białystok                                                          | 13,37    | Olgierd Michniewski RLTL Optima Radom                                          | 14,02    | Dominik Staśkiewicz AZS-AWF Warszawa                                                         | 14,53    |
| Bieg na 400 m przez płotki    | Robert Bryliński OŚ AZS Poznań                                                                | 50,66    | Krzysztof Hołub AZS UMCS Lublin                                                | 50,94    | Sebastian Urbaniak LKS Vectra Włocławek                                                      | 51,20    |
| Sztafeta 4 × 100 m            | AZS-AWF Katowice Jacek Majewski Karol Kwiatkowski Przemysław Kozłowski Przemysław Słowikowski | 39,93    | OŚ AZS Poznań Krzysztof Grześkowiak Patryk Wykrota Adrian Wesela Mateusz Siuda | 40,37    | KS Podlasie Białystok Radosław Sacharczuk Damian Czykier Artur Łęczycki Maksymilian Klepacki | 41,17    |
| Sztafeta 4 × 400 m            | OŚ AZS Poznań Jakub Olejniczak Jakub Krzewina Tymoteusz Zimny Robert Bryliński                | 3:08,30  | AZS UMCS Lublin Mikołaj Kotyra Cezary Mirosław Maciej Hołub Andrzej Jaros      | 3:08,41  | AZS-AWF Katowice Adam Paździerz Jakub Pająk Przemysław Kozłowski Jacek Majewski              | 3:11,17  |
| Chód na 10 000 m              | Łukasz Niedziałek WLKS Nowe Iganie                                                            | 39:32,52 | Rafał Fedaczyński AZS UMCS Lublin                                              | 44:11,98 | Mateusz Nowak UKS Skoczek Skoki                                                              | 44:38,08 |
| Skok wzwyż                    | Norbert Kobielski MKS Inowrocław                                                              | 2,26     | Mateusz Kołodziejski CWZS Zawisza Bydgoszcz                                    | 2,23     | Sylwester Bednarek RKS Łódź                                                                  | 2,16     |
| Skok o tyczce                 | Piotr Lisek OSOT Szczecin                                                                     | 5,80     | Robert Sobera KS AZS AWF Wrocław                                               | 5,70 =   | Paweł Wojciechowski CWZS Zawisza Bydgoszcz                                                   | 5,70     |
| Skok w dal                    | Andrzej Kuch niestowarzyszony                                                                 | 8,05     | Tomasz Jaszczuk AZS-AWF Katowice                                               | 7,71     | Mateusz Jopek KS AZS AWF Wrocław                                                             | 7,67 =   |
| Trójskok                      | Adrian Świderski WKS Śląsk Wrocław                                                            | 16,38    | Filip Sacha KS AZS AWF Kraków                                                  | 15,72    | Dawid Krzemiński RLTL Optima Radom                                                           | 15,43    |
| Pchnięcie kulą                | Michał Haratyk KS Sprint Bielsko-Biała                                                        | 20,81    | Jakub Szyszkowski AZS-AWF Katowice                                             | 20,00    | Jan Parol WLKS Nowe Iganie                                                                   | 19,37    |
| Rzut dyskiem                  | Piotr Małachowski WKS Śląsk Wrocław                                                           | 64,67    | Bartłomiej Stój AZS KU Politechniki Opolskiej                                  | 63,56    | Robert Urbanek MKS Aleksandrów Łódzki                                                        | 62,33    |
| Rzut młotem                   | Paweł Fajdek AZS-AWF Katowice                                                                 | 82,82    | Wojciech Nowicki KS Podlasie Białystok                                         | 80,86    | Marcin Wrotyński OŚ AZS Poznań                                                               | 71,29    |
| Rzut oszczepem                | Marcin Krukowski KS Warszawianka                                                              | 83,86    | Cyprian Mrzygłód AZS-AWFiS Gdańsk                                              | 78,20    | Mateusz Kwaśniewski AZS UMCS Lublin                                                          | 76,86    |

### Kobiety
| Konkurencja:                  | 1. miejsce                                                                         | Rezultat | 2. miejsce                                                                                         | Rezultat | 3. miejsce                                                                               | Rezultat |
| Bieg na 100 m                 | Pia Skrzyszowska AZS-AWF Warszawa                                                  | 11,22    | Klaudia Adamek KS Gwardia Piła                                                                     | 11,31    | Paulina Guzowska AZS-AWF Katowice                                                        | 11,36    |
| Bieg na 200 m                 | Marlena Gola KS Podlasie Białystok                                                 | 23,39    | Paulina Guzowska AZS-AWF Katowice                                                                  | 23,41    | Wiktoria Grzyb MKL Szczecin                                                              | 23,53    |
| Bieg na 400 m                 | Natalia Kaczmarek KS AZS AWF Wrocław                                               | 50,72    | Justyna Święty-Ersetic AZS-AWF Katowice                                                            | 51,52    | Małgorzata Hołub-Kowalik AZS UMCS Lublin                                                 | 51,77    |
| Bieg na 800 m                 | Angelika Sarna AZS-AWF Warszawa                                                    | 2:00,28  | Anna Wielgosz CWKS Resovia Rzeszów                                                                 | 2:00,57  | Joanna Jóźwik AZS-AWF Katowice                                                           | 2:00,73  |
| Bieg na 1500 m                | Eliza Megger LKS Pszczyna                                                          | 4:11,48  | Martyna Galant OŚ AZS Poznań                                                                       | 4:11,73  | Beata Topka ULKS Talex Borzytuchom                                                       | 4:12,00  |
| Bieg na 5000 m                | Beata Topka ULKS Talex Borzytuchom                                                 | 16:03,91 | Izabela Paszkiewicz AZS UMCS Lublin                                                                | 16:05,50 | Monika Jackiewicz MKL Szczecin                                                           | 16,05,95 |
| Bieg na 3000 m z przeszkodami | Aneta Konieczek WMLKS Nadodrze Powodowo                                            | 9:25,98  | Alicja Konieczek OŚ AZS Poznań                                                                     | 9:27,79  | Kinga Królik UKS Azymut Pabianice                                                        | 9:41,80  |
| Bieg na 100 m przez płotki    | Pia Skrzyszowska AZS-AWF Warszawa                                                  | 12,85    | Klaudia Siciarz KS AZS AWF Kraków                                                                  | 12,92    | Klaudia Wojtunik AZS Łódź                                                                | 13,19    |
| Bieg na 400 m przez płotki    | Joanna Linkiewicz KS AZS AWF Wrocław                                               | 56,32    | Julia Korzuch AZS-AWF Katowice                                                                     | 57,12    | Emilia Ankiewicz AZS-AWF Warszawa                                                        | 57,82    |
| Sztafeta 4 × 100 m            | AZS-AWF Warszawa Ada Kołodziej Anna Maria Gryc Justyna Paluch Paulina Paluch       | 45,04    | CWZS Zawisza Bydgoszcz Dominika Małkowska Katarzyna Sokólska Zuzanna Kogut Marika Popowicz-Drapała | 45,16    | RLTL Optima Radom Martyna Osińska Natalia Wosztyl Alicja Potasznik Martyna Kotwiła       | 45,24    |
| Sztafeta 4 × 400 m            | AZS UMCS Lublin Alicja Wrona Wiktoria Drozd Agata Wasiluk Małgorzata Hołub-Kowalik | 3:36,70  | RLTL Optima Radom Izabela Smolińska Martyna Kotwiła Alicja Potasznik Natalia Wosztyl               | 3:28,78  | KS AZS AWF Kraków Katarzyna Martyna Aleksandra Wszołek Margarita Koczanowa Mariola Karaś | 3:40,58  |
| Chód na 5000 m                | Agnieszka Ellward WKS Flota Gdynia                                                 | 24:01,24 | Anna Zdziebło LKS Stal Mielec                                                                      | 24:20,26 | Magdalena Żelazna AZS-AWF Gorzów                                                         | 24:25,20 |
| Skok wzwyż                    | Kamila Lićwinko KS Podlasie Białystok                                              | 1,92     | Wiktoria Miąso CWKS Resovia Rzeszów                                                                | 1,85     | Aneta Rydz RLTL Optima Radom                                                             | 1,82     |
| Skok o tyczce                 | Kamila Przybyła CWZS Zawisza Bydgoszcz                                             | 4,10     | Emilia Kusy SKLA Sopot                                                                             | 4,00     | Anna Łyko KS AZS AWF Wrocław                                                             | 4,00     |
| Skok w dal                    | Adrianna Szóstak OŚ AZS Poznań                                                     | 6,39     | Anna Matuszewicz MKL Toruń                                                                         | 6,33     | Karolina Kucharczyk MUKS Kadet Rawicz                                                    | 6,24     |
| Trójskok                      | Adrianna Szóstak OŚ AZS Poznań                                                     | 13,92    | Karolina Młodawska KKL Kielce                                                                      | 13,60    | Agnieszka Bednarek AZS Łódź                                                              | 13,44    |
| Pchnięcie kulą                | Paulina Guba AZS UMCS Lublin                                                       | 18,29    | Klaudia Kardasz KS Podlasie Białystok                                                              | 17,33    | Maja Ślepowrońska AZS-AWF Warszawa                                                       | 17,16    |
| Rzut dyskiem                  | Daria Zabawska AZS UMCS Lublin                                                     | 57,90    | Karolina Urban AZS-AWFiS Gdańsk                                                                    | 57,86    | Karolina Sygutowska ZLKL Zielona Góra                                                    | 52,04    |
| Rzut młotem                   | Malwina Kopron AZS UMCS Lublin                                                     | 75,42    | Anita Włodarczyk AZS-AWF Katowice                                                                  | 74,06    | Joanna Fiodorow OŚ AZS Poznań                                                            | 72,31    |
| Rzut oszczepem                | Maria Andrejczyk LUKS Hańcza Suwałki                                               | 59,69    | Klaudia Regin LKS Jantar Ustka                                                                     | 54,87    | Karolina Bołdysz AZS-AWFiS Gdańsk                                                        | 51,73    |

## Chód na 50 km
Mistrzostwa Polski mężczyzn w chodzie na 50 kilometrów odbyły się 20 marca w słowackich Dudincach. Mistrzostwa kobiet we tej konkurencji nie odbyły się.
| Konkurencja: | 1. miejsce                                 | Rezultat | 2. miejsce                    | Rezultat | 3. miejsce                       | Rezultat |
| Mężczyźni    | Dawid Tomala KU AZS Politechniki Opolskiej | 3:49:23  | Rafał Sikora AZS-AWF Katowice | 4:07:56  | Robert Goławski WLKS Nowe Iganie | 4:40:48  |

## Maraton
41. Mistrzostwa Polski kobiet w biegu maratońskim i 91. Mistrzostwa Polski mężczyzn w biegu maratońskim odbyły się 18 kwietnia w ramach Maratonu Dębno.
| Konkurencja: | 1. miejsce                                | Rezultat  | 2. miejsce                           | Rezultat | 3. miejsce                            | Rezultat |
| Mężczyźni    | Arkadiusz Gardzielewski WKS Śląsk Wrocław | 2:10:31   | Kamil Karbowiak LZS Kl Kotwica Brzeg | 2:10:35  | Krystian Zalewski UKS Barnim Goleniów | 2:10:58  |
| Kobiety      | Aleksandra Lisowska AZS UWM Olsztyn       | 2:26:08 = | Angelika Mach AZS UMCS Lublin        | 2:27:48  | Izabela Paszkiewicz AZS UMCS Lublin   | 2:28:12  |

## Bieg 24-godzinny i bieg na 100 km
14. Mistrzostwa Polski w biegu 24-godzinnym i 13. Mistrzostwa Polski w biegu na 100 kilometrów (ultramaratonach) odbyły się od 28 do 29 sierpnia w Pabianicach.

### Mężczyźni
| Konkurencja:     | 1. miejsce                          | Rezultat  | 2. miejsce                               | Rezultat  | 3. miejsce                          | Rezultat  |
| Bieg 24-godzinny | Andrzej Piotrowski WKS Wawel Kraków | 272 606 m | Leszek Małyszek AZS AWF Katowice         | 256 081 m | Jakub Śleziak AZS AWF Katowice      | 249 179 m |
| Bieg na 100 km   | Dariusz Nożyński RK Athletics       | 06:30:26  | Tomasz Jędrzejko KS Sprint Bielsko-Biała | 07:51:09  | Roman Elwart LKS Ziemi Puckiej Puck | 07:52:46  |

### Kobiety
| Konkurencja:     | 1. miejsce                                | Rezultat  | 2. miejsce                         | Rezultat  | 3. miejsce                                     | Rezultat  |
| Bieg 24-godzinny | Patrycja Bereznowska Wieliszew Heron Team | 242 827 m | Aneta Rajda TL Pogoń Ruda Śląska   | 232 857 m | Natalia Tejchma KS Team Zabiegane Dni Warszawa | 209 296 m |
| Bieg na 100 km   | Adrianna Czyżowska Resovia Rzeszów        | 08:58:36  | Hanna Nejfeld Wieliszew Heron Team | 09:32:15  | Karolina Romańska Biegacze Świnoujście         | 10:14:53  |

## Bieg na 10 000 m
Mistrzostwa Polski w biegu na 10 000 metrów zostały rozegrane 24 kwietnia w Goleniowie.
| Konkurencja: | 1. miejsce                            | Rezultat | 2. miejsce                          | Rezultat | 3. miejsce                                      | Rezultat |
| Mężczyźni    | Krystian Zalewski UKS Barnim Goleniów | 29:06,36 | Patryk Kozłowski LTL Optima Radom   | 29:22,71 | Szymon Dorożyński KU AZS Politechniki Opolskiej | 29:23,35 |
| Kobiety      | Sylwia Indeka KS Pszczyna             | 33:24,16 | Izabela Paszkiewicz AZS UMCS Lublin | 33:25,67 | Renata Pliś MKL Maraton Świnoujście             | 33:26,06 |

## Chód na 20 km
Zawody o mistrzostwo Polski kobiet i mężczyzn w chodzie na 20 kilometrów odbyły się 6 czerwca w Siedlcach.
| Konkurencja: | 1. miejsce                         | Rezultat | 2. miejsce                                 | Rezultat | 3. miejsce                               | Rezultat |
| Mężczyźni    | Łukasz Niedziałek WLKS Nowe Iganie | 1:22:56  | Dawid Tomala KU AZS Politechniki Opolskiej | 1:23:29  | Artur Brzozowski MKL Sparta Stalowa Wola | 1:27:27  |
| Kobiety      | Katarzyna Zdziebło LKS Stal Mielec | 1:33:43  | Olga Niedziałek WLKS Nowe Iganie           | 1:38:08  | Agnieszka Ellward WKS Flota Gdynia       | 1:45:01  |

## Biegi sztafetowe
4. Mistrzostwa Polski w biegach sztafetowych zostały rozegrane w Łodzi 12 i 13 czerwca.

### Mężczyźni
| Konkurencja:       | 1. miejsce                                                                              | Rezultat | 2. miejsce                                                                                 | Rezultat | 3. miejsce                                                                                   | Rezultat |
| Sztafeta 4 × 200 m | LKS MOSiR Sieradz Jarosław Gołąb Szymon Grzegorzewski Jakub Pędziwiatr Patryk Pawłowski | 1:28,11  | MKS Juvenia Białystok Mateusz Kwiatkowski Ernest Jaroszewicz Paweł Wyszyński Bartosz Dudek | 1:28,47  | AKL Ursynów Warszawa Jan Suchorowski Mikołaj Garstecki Stanisław Zieliński Dominik Przyżecki | 1:28,69  |

### Kobiety
| Konkurencja:       | 1. miejsce                                                                   | Rezultat | 2. miejsce                                                                             | Rezultat | 3. miejsce                                                                                                | Rezultat |
| Sztafeta 4 × 200 m | SKLA Sopot Diana Piotrowska Aleksandra Formella Monika Kasica Monika Pietroń | 1:39,87  | UKS Olimpijczyk 46 Wrocław Zofia Król Aleksandra Buk Michalina Janik Karolina Miażdżyk | 1:45,80  | KS Sprinterzy.com Kraków Magdalena Lenkiewicz Anna Ciesielska Aleksandra Piechuta Katarzyna Weronika Mróz | 1:46,45  |

### Sztafety mieszane
| Konkurencja:           | 1. miejsce                                                                       | Rezultat | 2. miejsce                                                                              | Rezultat | 3. miejsce                                                                                     | Rezultat |
| Sztafeta 4 × 400 m     | SKLA Sopot Antoni Chojnowski Monika Kasica Aleksandra Formella Łukasz Smolnicki  | 3:31,16  | LUKS Start Nakło Dawid Trzciński Żaneta Iglewska Zuzanna Strzelewicz Mikołaj Pyszka     | 3:47,47  | KS Sprinterzy.com Kraków Klaudia Zięba Roger Klos Anna Ciesielska Piotr Tymiński               | 3:51,49  |
| Sztafeta 2 × 2 × 400 m | AZS KU Politechniki Opolskiej Mirela Wesołowska Rafał Jurczyński                 | 3:54,21  | KS Prefbet-Sonarol Sandra Michalak Bartosz Jurak                                        | 3:56,04  | KS Podlasie Białystok Justyna Jelska Maksymilian Klepacki                                      | 3:56,17  |
| Sztafeta 4 × 800 m     | KS Prefbet-Sonarol Ewa Jagielska Mateusz Niemczyk Sandra Michalak Dawid Likwiarz | 8:33,68  | SRS Kondycja Piaseczno Oliwia Paradowska Adrian Pec Julianna Multan Krzysztof Wasiewicz | 8:39,41  | MLUKS Rawa - Rawa Mazowiecka Maciej Budziński Magdalena Ciołak Martyna Sęczek Kamil Skrzypczak | 8:45,49  |

## Wieloboje
Mistrzostwa Polski w wielobojach zostały rozegrane w Warszawie 26 i 27 czerwca na stadionie lekkoatletycznym im. Zygmunta Szelesta.

### Mężczyźni
| Konkurencja:  | 1. miejsce                   | Rezultat | 2. miejsce                                       | Rezultat | 3. miejsce                   | Rezultat |
| Dziesięciobój | Paweł Wiesiołek Warszawianka | 8333 pkt | Jacek Chochorowski AZS KU Politechniki Opolskiej | 7388 pkt | Rafał Horbowicz Warszawianka | 7215 pkt |

### Kobiety
| Konkurencja: | 1. miejsce                            | Rezultat | 2. miejsce                  | Rezultat | 3. miejsce                    | Rezultat |
| Siedmiobój   | Adrianna Sułek CWZS Zawisza Bydgoszcz | 6240 pkt | Paulina Ligarska SKLA Sopot | 6028 pkt | Julia Słocka AZS-AWF Warszawa | 5889 pkt |

## Bieg na 10 km
12. Mistrzostwa Polski w biegu ulicznym na 10 kilometrów mężczyzn zostały rozegrane 1 sierpnia w Gdańsku w ramach biegu św. Dominika. 10. Mistrzostwa Polski kobiet na tym dystansie odbyły się 11 listopada w Poznaniu w ramach Biegu Niepodległości.
| Konkurencja: | 1. miejsce                               | Rezultat | 2. miejsce                          | Rezultat | 3. miejsce                           | Rezultat |
| Mężczyźni    | Szymon Kulka WKS Grunwald Poznań         | 29:29    | Damian Kabat WMLKS Pomorze Stargard | 29:34    | Tomasz Grycko UKS Bliza Władysławowo | 29:44    |
| Kobiety      | Paulina Kaczyńska WMLKS Pomorze Stargard | 33:23    | Monika Jackiewicz MKL Szczecin      | 33:31    | Sabina Jarząbek KKL Kielce           | 33:41    |

## Półmaraton
30. Mistrzostwa Polski w półmaratonie zostały rozegrane 17 września w Bydgoszczy.
| Konkurencja: | 1. miejsce                          | Rezultat | 2. miejsce                                     | Rezultat | 3. miejsce                             | Rezultat |
| Mężczyźni    | Damian Kabat WMLKS Pomorze Stargard | 1:04:32  | Adam Głogowski UKS Ekonomik Maratończyk Lębork | 1:05:27  | Dariusz Boratyński KS AZS AWF Wrocław  | 1:05:55  |
| Kobiety      | Monika Jackiewicz MKL Szczecin      | 1:13:31  | Paulina Kaczyńska WMLKS Pomorze Stargard       | 1:13:56  | Anna Łapińska KS Warszawianka Warszawa | 1:20:20  |

## Bieg na 5 km
Otwarte mistrzostwa Polski w biegu ulicznym na 5 kilometrów mężczyzn i kobiet zostały rozegrane 7 listopada w Warszawie w ramach Piątki Niepodległości.
| Konkurencja: | 1. miejsce                          | Rezultat | 2. miejsce                        | Rezultat | 3. miejsce                                     | Rezultat |
| Mężczyźni    | Patryk Kozłowski RLTL Optima Radom  | 14:12    | Kamil Karbowiak Air Zone Warszawa | 14:25    | Adam Głogowski UKS Ekonomik Maratończyk Lębork | 14:30    |
| Kobiety      | Izabela Paszkiewicz AZS UMCS Lublin | 16:13    | Monika Jackiewicz MKL Szczecin    | 16:18    | Sabina Jarząbek KKL Kielce                     | 16:20    |

## Biegi przełajowe
93. Mistrzostwa Polski w biegach przełajowych zostały rozegrane 27 listopada w Tomaszowie Lubelskim.

### Mężczyźni
| Konkurencja:           | 1. miejsce                            | Rezultat | 2. miejsce                         | Rezultat | 3. miejsce                               | Rezultat |
| Bieg przełajowy (4 km) | Dariusz Boratyński KS AZS AWF Wrocław | 13:10    | Patryk Kozłowski RLTL Optima Radom | 13:10    | Oliwier Mutwil CKS Budowlani Częstochowa | 13:13    |
| Bieg przełajowy (8 km) | Kamil Jastrzębski SKB Kraśnik         | 26:58    | Artur Olejarz MKL Szczecin         | 27:04    | Mikołaj Czeronek WKS Śląsk Wrocław       | 27:10    |

### Kobiety
| Konkurencja:           | 1. miejsce                                  | Rezultat | 2. miejsce                             | Rezultat | 3. miejsce                                 | Rezultat |
| Bieg przełajowy (4 km) | Aleksandra Płocińska SRS Kondycja Piaseczno | 15:21    | Ewa Jagielska KS Prefbet-Sonarol       | 15:30    | Weronika Lizakowska KUKS Remus Kościerzyna | 15:38    |
| Bieg przełajowy (6 km) | Beata Topka ULKS Talex Borzytuchom          | 23:21    | Aleksandra Lisowska KS AZS UWM Olsztyn | 23:26    | Monika Jackiewicz MKL Szczecin             | 23:38    |